# Desa Cipeuteuy (administrativ by i Indonesien, lat -6,93, long 108,03)
Desa Cipeuteuy är en administrativ by i Indonesien.   Den ligger i provinsen Jawa Barat, i den västra delen av landet, 150 km sydost om huvudstaden Jakarta.